# M3 (пістолет-кулемет)
M3 (також відомий як англ. Grease gun) — американський пістолет-кулемет часів Другої світової війни, який був прийнятий на озброєння Армії США в 1942 році. Вироблявся на підприємствах General Motors.

## Історія
Пістолет-кулемет М3, також відомий як Grease gun (сленгова назва серед солдатів, означає «маслянка»), був розроблений на американській фірмі General Motors Corp як дешевша заміна пістолетів-кулеметів системи Томпсона (М1928 і М1), що відрізнялись високою вартістю і трудомісткістю виготовлення. Випуск М3 був початий в грудні 1942 року, а поліпшена (і спрощена) модифікація М3А1 була випущена в кінці 1944 року. Пістолети-кулемети М3А1 залишалися на озброєнні в піхоті США приблизно до початку 1960-х років, а в танкових військах — і до початку 1980-х, також постачалися на експорт. Вони застосовувалися під час Другої світової війни, а також воєн в Кореї та В'єтнамі.

## Походження назви
Сленгове назва «Grease gun» (маслянка) походить, очевидно, від того, що ці пістолети-кулемети вимагали постійного мастила для забезпечення безперебійної роботи механізмів. Для цього в рукоятці зброї знаходилася невелика вбудована маслянка, яка закривалась гвинтовою кришкою в нижній частині рукоятки. Крім того, пістолет-кулемет М3 чисто візуально нагадував автомобільні маслянки-спринцівки, що також сприяло поширенню його неофіційної назви.

## Механізм

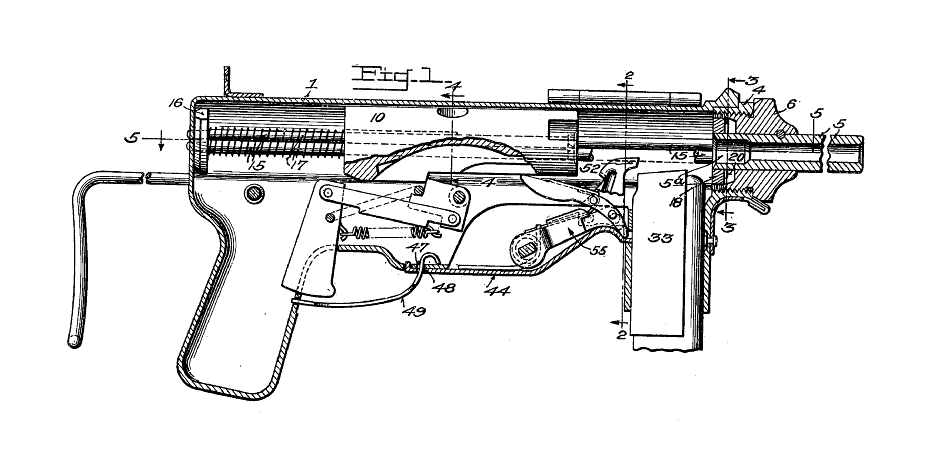

Пістолет-кулемет М3 використовує автоматику з вільним затвором, стрільба ведеться з відкритого затвора. Корпус пістолета-кулемета виконаний штампуванням зі сталі, ствол встановлювався в спеціальній муфті, що служила також передньою кришкою ствольної коробки. Відмітна особливість М3 — характерного вигляду рукоятка зведення затвора, розташована нижче лінії ствола, яка зводилась шляхом повороту приблизно на 1/4 оберту назад. Оскільки вузол зведення затвора виявився недостатньо надійним, в модифікації М3А1 його усунули, замінивши рукоятку зведення отвором в тілі затвора, за який стрілець чіпляв пальцем для відведення затвора назад. Для цього також збільшили розмір вікна для викиду гільз, через яке і зводився затвор. Підпружинена кришка вікна для викиду гільз служила також запобіжником, в закритому положенні блокуючи затвор в передньому чи задньому положенні.
Прицільні пристосування — найпростіші, нерегульовані, встановлені на ствольній коробці. Приклад висувний зі сталевого дроту. Правий стрижень приклада, який виймався, міг використовуватися як шомпол, крім того, в задній частині приклада М3А1 була зроблена скоба, що полегшувала спорядження магазинів (досилання патрона в магазин). На пістолетах-кулеметах М3А1 пізніх випусків також встановлювався конічний полум'ягасник. М3А1 могли перероблятись для використання патрона 9х19мм НАТО шляхом заміни ствола, затвора і установки адаптера в приймач магазина, що дозволяв використовувати магазини від англійського 9-мм пістолета-кулемета Sten.

## Варіанти
- T20 — дослідний підсерійний зразок[3]
- M3 — серійна модифікація 1942 року[3]
- «U.S. 9 mm S.M.G.» — модифікація зразка 1944 року під патрон 9×19 мм Парабелум, призначена для використання в тилу ворога. Вироблялась для Управління стратегічних служб (англ. OSS), всього випущено 1000 штук. Крім того, в період Другої світової війни на підприємствах «Rock Island Arsenal» і «Buffalo Arms Corporation» випускались спеціальні набори для зміни калібру з .45 ACP на 9×19 мм, вони включали в себе 9-мм ствол, затвор, пружину й адаптер в приймач магазина, який дозволяв використовувати магазини від англійських пістолетів-кулеметів STEN[3]. Для OSS також вироблялись безшумні модифікації під патрон .45 ACP з інтегрованим глушником виробництва фірми «Bell Laboratories» з Нью-Джерсі[4].
- M3A1 — модифікація 1944 року (прийнята на озброєння 11 жовтня 1944 року, випуск був початий в грудні 1944[5], всього було випущено близько 45 000 штук). Могла перероблюватись під патрон 9×19 мм Парабелум[3].
- Тип 36 — неліцензійна копія під патрон .45 ACP, яка з 1947 року вироблялася в Китаї[3].
- Тип 37 — неліцензійна копія під патрон 9×19 мм, яка з 1948 року вироблялася в Китаї[3].
- Тип 50 — копія, яка вироблялася на Тайвані[3].
- P.A.M.1 (Pistola Ametrelladora Modelo 1) — ліцензійний варіант під патрон 9×19 мм, який вироблявся в Аргентині з 1955 року на заводі FMAP в місті Росаріо[3].
- P.A.M.2 (Pistola Ametrelladora Modelo 2) — ліцензійний варіант під патрон 9×19 мм, який вироблявся в Аргентині з 1963 року на заводі FMAP в місті Росаріо[3].

## Оператори
- США — застосовувалися в ході Другої світової війни і війни в Кореї, до початку війни у В'єтнамі пістолети-кулемети М3 перебували на озброєнні розвідувальних підрозділів і танкових частин армії США[6]. Надалі перебували на озброєнні підрозділів Національної гвардії. З озброєння бронетанкових частин зняті лише в 1990-ті роки.
- В'єтнам — в ході війни у В'єтнамі трофейні пістолети-кулемети M3A1 використовувалися партизанами НФВПВ та підрозділами В'єтнамської народної армії (при цьому, основна частина трофеїв була зброєю, яку раніше постачали південнов'єтнамській армії[7]).
- Аргентина
- Німеччина — після створення бундесверу, отримані за програмою військової допомоги зі США пістолети-кулемети надійшли на озброєння під найменуванням MP.52.
- Іран — перебував на озброєнні до 1975 року.
- Філіппіни — станом на початок 2005 року, знаходилися на озброєнні підрозділів морської піхоти та ВМС.
- Південний В'єтнам — поставлявся для південнов'єтнамської армії.
- Південна Корея — поставлявся для південнокорейської армії.
- Японія — після закінчення Другої світової війни поставлялися для сил самооборони та поліції Японії за програмою військової допомоги зі США. На початок 1980-х років залишалися на озброєнні.